# فرودگاه منطقه‌ای لا/پالمدال
فرودگاه منطقه‌ای لا/پالمدال (به انگلیسی: LA/Palmdale Regional Airport) یک فرودگاه همگانی با کد یاتا PMD است که یک باند فرود بتن دارد و طول باند آن ۳۶۵۸ متر است. این فرودگاه در کشور ایالات متحده آمریکا قرار دارد و در ارتفاع ۷۷۵ متری از سطح دریا واقع شده است.